# Стефан IX Томша

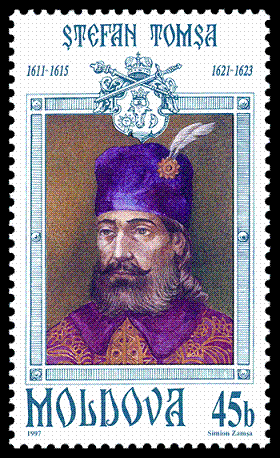
Почтовая марка Молдовы, 1997 год

Стефан IX Томша (молд. Штефан Томша, также Штефан Томша II) — господарь Молдавского княжества с 10 (20) ноября 1611 по 12 (22) ноября 1615 и с сентября 1621 по август 1623 года.

## Биография
В 1611 году Стефан Томша получил от султана Ахмеда I фирман на молдавский престол, собрал армию из наёмников, получил помощь от крымских татар и разбил польское войско, изгнав Константина Мовилэ. После поражения Константина крестьяне повсюду вылавливали и истребляли бежавших поляков. Томша пытался ограничить произвол бояр, в ответ бояре устроили против него заговор и подняли восстание. Стефан Томша обратился за помощью к горожанам и служилым людям. В решающем сражении у Ясс силы бояр были уничтожены. Много плененных бояр было казнено.
В 1615 году приглашенное боярством польское войско вторглось в Молдавию из Подолии. В битве при Тэтэрени Стефан Томша потерпел поражение и бежал в Крым. На молдавский престол был посажен 14-летний Александр Могила.
Во второй раз Томша стал господарем Молдавии через 6 лет. Он правил два года, в течение которых пытался договориться с боярами и поляками. Был окончательно смещён в 1623 году и умер на берегах Босфора.

## В культуре
Правлению Стефана IX Томши и его войнам с боярами и Речью Посполитой посвящен исторический роман Михая Садовяну «Род Шоймаров» (Neamul Soimarestilor, 1915), экранизированный в 1965 году румынским режиссёром Мирчей Дрэганом. И в книге, и в её экранизации, где роль Стефана исполнил актёр Ион Бесою (Ion Besoiu), образ господаря несколько идеализирован, а сам он выведен как покровитель и защитник сословия свободных общинников резешей, усилившегося в XVI веке, но в течение следующего XVII столетия закрепощённого.